# Classe Abercrombie
La classe Abercrombie est une classe de monitors de la Royal Navy pendant la Première Guerre mondiale.

## Conception
Le concept des quatre navires de cette classe est né dans les premiers mois de la guerre. Bethlehem Steel aux États-Unis, qui était le fournisseur contractuel de l’armement principal du cuirassé grec Salamis, alors en cours de construction en Allemagne, a été incapable de livrer les quatre tourelles jumelées de 14 pouces (356 mm) en raison du blocus britannique. La société a plutôt offert de les vendre à la Royal Navy le 3 novembre 1914. La Royal Navy utilisait alors des cuirassés désuets pour le bombardement à terre, en appui de l’armée britannique en Belgique. Pour utiliser ces tourelles, un modèle de navires de guerre à faible tirant d'eau (appelés « monitors ») adaptés au bombardement à terre a été rapidement conçu. Les navires ont été construits et mis à l’eau dans un délai de six mois.
Les navires transportaient un unique canon dans une tourelle située en avant d’un mât tripode, qui était lui-même en avant d’une unique cheminée. L’armement secondaire se composait de deux canons de 12 livres (76 mm), un seul canon antiaérien de 3 livres (47 mm), et un canon de marine de 2 livres QF (« pom-pom »).
Les monitors avaient une coque rectangulaire, avec une proue et une poupe très arrondies, et étaient équipés de bulbes anti-torpilles. Afin d’accélérer la construction, il était prévu d’utiliser des moteurs de navires marchands disponibles sur le marché, donnant environ 2000 chevaux (1500 kW), qui devaient propulser les navires à 10 nœuds (19 km/h). La conception précipitée, cependant, signifiait que les navires étaient beaucoup plus lents que prévu. Ainsi, les moteurs du HMS Raglan donnaient 2310 chevaux (1720 kW) mais le navire ne pouvait atteindre que 6,5 nœuds (12,0 km/h).
Au cours de la planification et de la construction, il était prévu qu’ils seraient de la classe Styx et seraient nommés d’après quatre personnalités américaines de la Guerre de Sécession : le général Ulysses S. Grant, le général Robert E. Lee, l’amiral David Farragut et le général Thomas Jonathan Jackson (« Stonewall » Jackson) et ils ont été lancés sous ces noms. Mais comme les États-Unis étaient encore un pays neutre à l’époque, l’utilisation de ces noms aurait été inappropriée du point de vue diplomatique. Ils ont donc été rebaptisés simplement M1 à M4 avant leur achèvement, puis ils ont reçu leurs noms définitifs.
Leur conception comprenait un hydravion pour repérer les cibles, mais il a été constaté que les avions basés à terre étaient plus efficaces. Comme les monitors n’opéreraient jamais en haute mer, l’hydravion était inutile. De plus, son stockage sur le toit de la tourelle signifiait qu’il devait être retiré avant que les canons puissent tirer pour éviter de l’endommager, même s’il n’était pas utilisé.

## Navires
| Nom                                                                  | Origine du nom    | Constructeur               | Lancement     | Mise en service | Destin                                                                                            |
| -------------------------------------------------------------------- | ----------------- | -------------------------- | ------------- | --------------- | ------------------------------------------------------------------------------------------------- |
| Abercrombie (initialement Farragut puis M1 puis General Abercrombie) | James Abercrombie | Harland and Wolff, Belfast | 15 avril 1915 | 1er mai 1915    | Désarmé après l’Armistice et vendu à la ferraille à Thos. W. Ward à Inverkeithing en 1927.        |
| Havelock (initialement General Grant, puis M2)                       | Henry Havelock    | Harland and Wolff, Belfast | 29 avril 1915 |                 | Vendu en 1921 pour démolition à Thos. W. Ward, Preston, démoli en 1927                            |
| HMS Raglan (initialement Robert E Lee puis M3 puis Lord Raglan)      | FitzRoy Somerset  | Harland and Wolff, Govan,  | 29 avril 1915 | Mai 1915        | Coulé en janvier 1918 lors de la bataille d'Imbros par le croiseur de bataille Yavuz Sultan Selim |
| Roberts (initialement Stonewall Jackson puis M4 puis Lord Roberts)   | Frederick Roberts | Swan Hunter, Wallsend,     | 15 avril 1915 | 21 mai 1915     | Utilisé comme navire-école statique après la Première Guerre mondiale, démoli en 1936             |